# Solliès-Ville
Solliès-Ville település Franciaországban, Var megyében. Lakosainak száma 2532 fő (2022. január 1.). Solliès-Ville Solliès-Toucas, La Crau, La Farlède, Le Revest-les-Eaux, Solliès-Pont és La Valette-du-Var községekkel határos.

## Népesség
A település népessége az elmúlt években az alábbi módon változott:
| Lakosok száma | 2422 | 2391 | 2449 | 2450 | 2488 | 2526 | 2523 | 2529 | 2532 |
|               | 2013 | 2015 | 2016 | 2017 | 2018 | 2019 | 2020 | 2021 | 2022 |